# Жозеф Нисефор Нијепс
Жозеф Нисефор Нијепс (фр. Joseph Nicéphore Niépce, погрешно је Нићифор Нипс; Шалон сир Саон, 7. март 1765 — Сен Лу де Варен, 5. јул 1833) био је француски хемичар аматер и пионир фотографије. Усавршавајући литографију од 1813. до 1820, први у свету успео да фиксира слику добијену у мрачној комори помоћу плоче прекривене на светлост осетљивим слојем асфалтног лака.

## Биографија
Жозеф Нисефор Нијепс родио се 7. марта 1765. године у Шалон сир Саону у Француској.
Није знао да наслика слике које су настале помоћу камере опскуре како је то било популарно међу сликарима из његовог доба и трудио се да овакве слике учини трајним. Експериментисао је са литографијом и то га је довело до тога да се трудио да слике које су добијене помоћу ове камере учини трајним. Нијепс је такође експериментисао са сребрним бромидом али се на крају одлучио за експериментисање са смолом (јудејски битумен) коју је код својих првих експеримената растварао у лавандином уљу и тим раствором прекривао плочицу од цинка коју је касније оставио у камери опскури. После 8 часова експонирања ју је извадио и помоћу лавандиног уља одстранио неекспониране делове смоле.
Почео је експериментисање са стварањем слике које су му после одређеног времена увек избледиле. Прву сталну фотографију је израдио вероватно 1824. године. Најстарија његова позната фотографија која је била стална створена је 1826. године или 1827. године (према различитим изворима). Он је свој процес назвао хелиографија.
Око 1826. године он је створио прву фотографију која је сачувана у свету. Ова фотографија је била створена помоћу камере опскуре време експозиције у трајању од 8 часова. Сунце је за то доба прелазило пут од истока на запад и осветлило је обе стране надворија.
Како није поседовао цртачки таленат Нијепсе је одлучио да развије фотохемијски поступак којим би преносио бакрорезе на литографски камен. Знао је да одређена врста асфалта тзв. јудејски битумен стврдне под утицајем светлости. Тај асфалт је отопио у лавандулином уљу који је користио за фирнисе и њиме премазао комад цинковог лима. На премазану површину је положио цртеж који је претходно науљио и учинио га провидним и пустио да сунце делује на лим. Асфалт се под утицајем светлости стврднуо а затим је испрао плочу уљем. Оне делове који су одговарали црним је очистио до глатког метала а затим нагризао киселином. Тај поступак је назвао „хелиогравура“. Једну од асфалтних плоча учврстио је у камери опскури и сочиво управио у двориште и оставио читав дан. На слици се након испирања могла препознати слика дворишта. Експериментисао је и са бакарним плочана премазаним сребром.
Од 1829. године је почео да ради на усавршавању свога проналаска и почео је сарадњу са Лујем Дагером. Партнерство је трајало све до његове смрти. Дагер је даље радио на пројекту и свој процес је назвао дагеротипија. Много година Нијепс није имао никаква признања за дело и проналазак који је у ствари он учинио. Његов син се борио да би се изборио за признање дела свога оца али његово име није никада било тако славно као Дагера.
2002. године је нађена најстарија фотографија коју је створио Нијепс у збирци француског скупљача и утврђено је да потиче из 1825. године што значи да је старија од снимка надворја и била је то слика гравуре где младић води коња у шталу и ова фотографија је затим била продата на аукцији за 450.000 евра.